# Туніська кухня

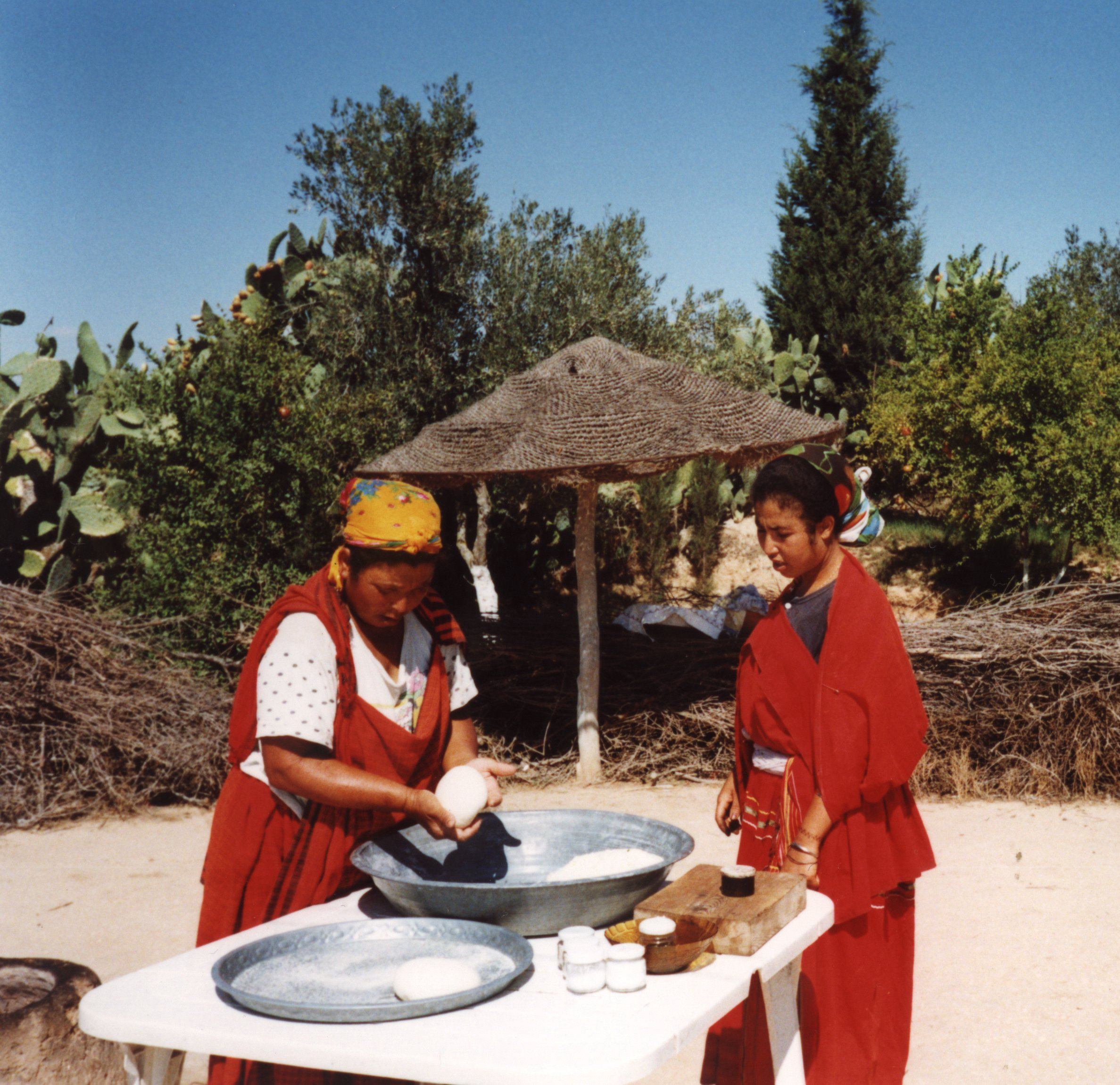
Приготування традиційного хлібу

Туні́ська ку́хня — кулінарні традиції й усталена практика приготування їжі, притаманні мешканцям Тунісу.

## Характерні ознаки
Національна кухня Тунісу характеризується великим різноманіттям страв, широким застосуванням оливкової олії і прянощів, але без надлишку гостроти. Для приготування страв використовують переважно свіжі продукти: рибу, м'ясо (особливо баранину), фрукти, овочі. Страви з риби, включно з такими морськими продуктами як креветки і восьминоги, складають невід'ємну частину меню. Найпоширенішою пряністю є римський кмин, також дуже часто використовують часник, лавровий лист, шафран, м'яту, селеру.
Справжні страви туніської кухні подають переважно в ресторанах швидкого харчування на вулицях туніських міст, ніж в ресторанах туристичних готелів.

## Основні страви

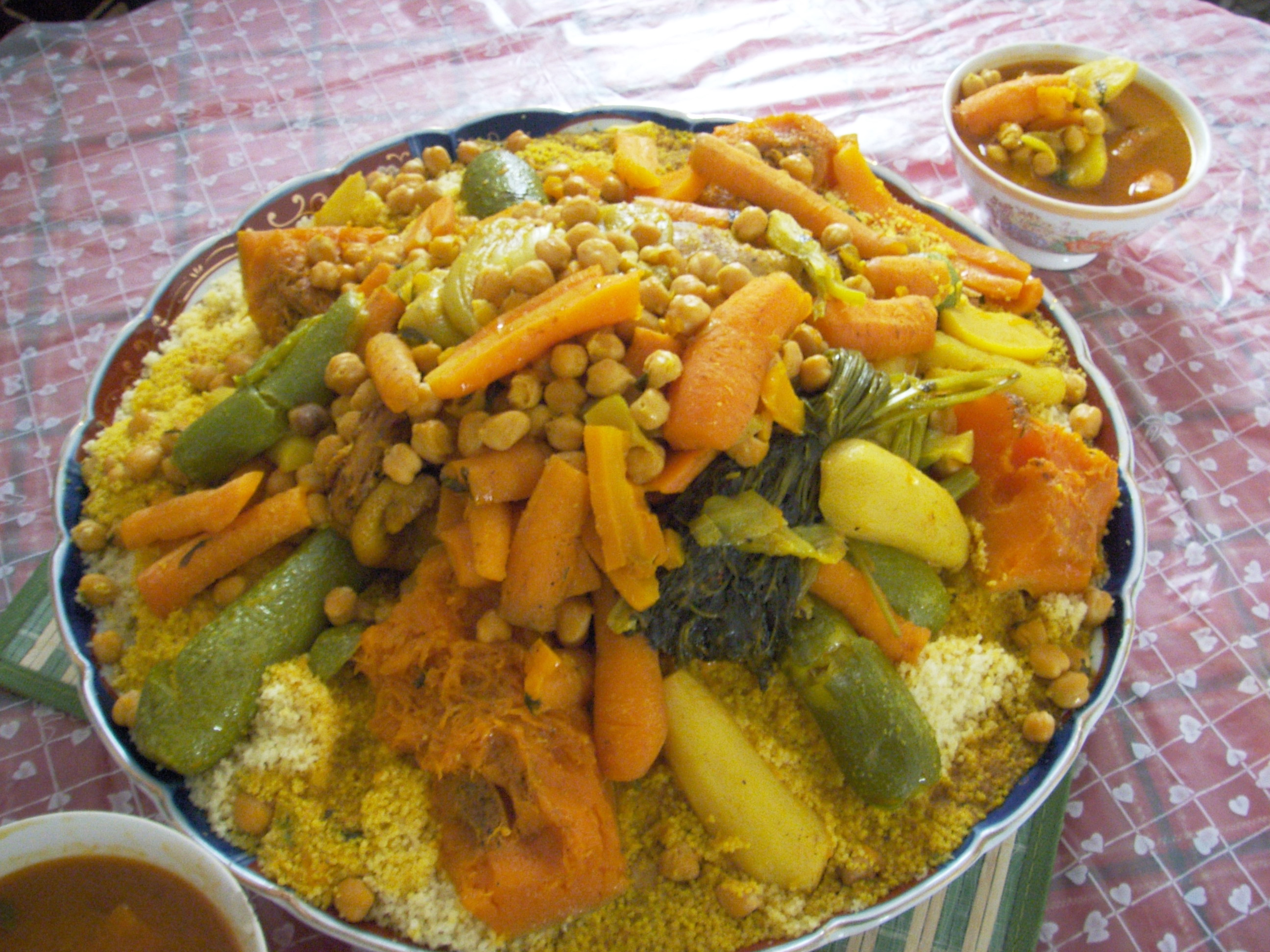
Кускус з овочами

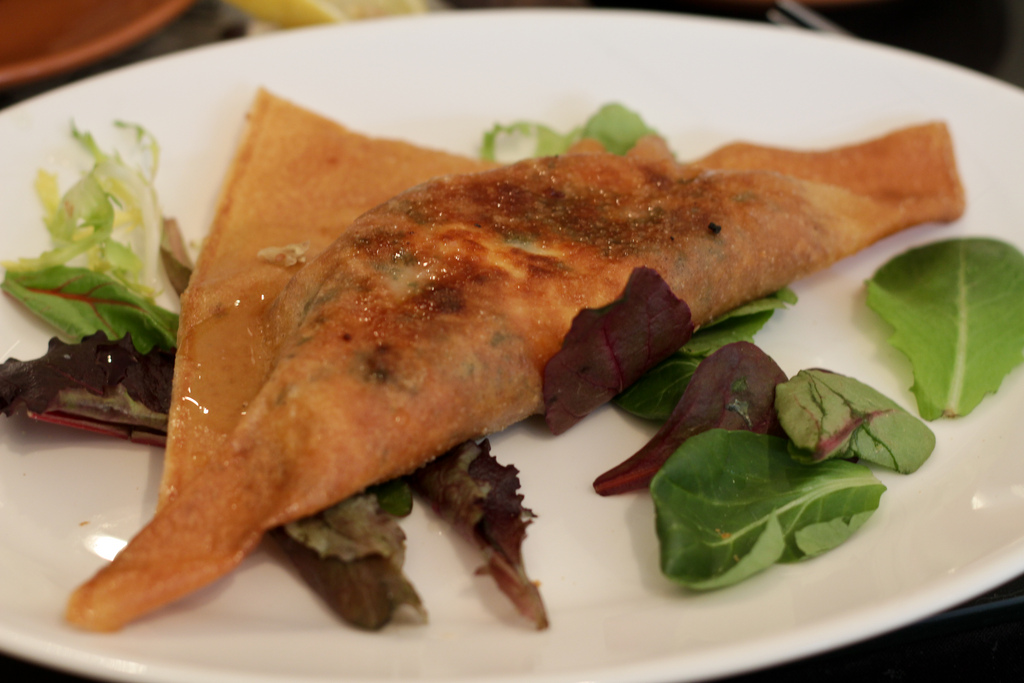
Брик

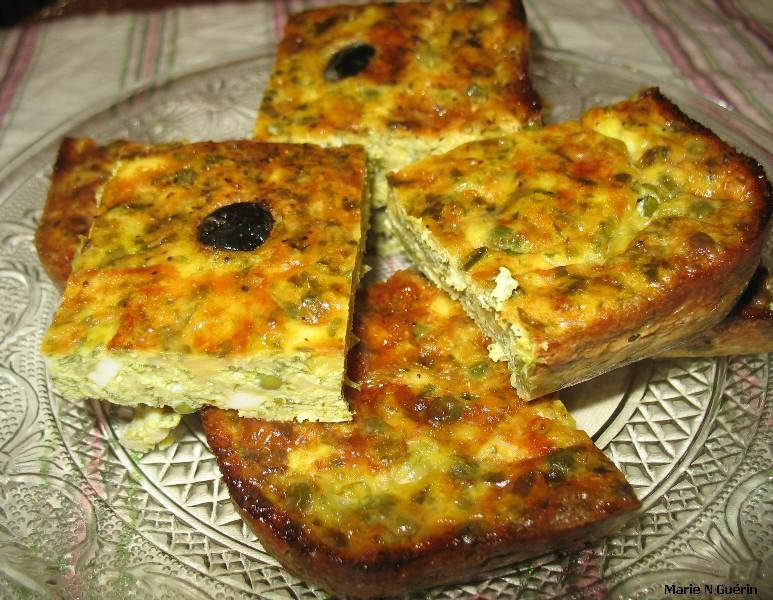
Туніський таджин

Традиційною стравою туніської кухні є кускус. Це пшоно, приготоване на парі, яке подають змішаним разом з тушеними овочами та шматочками м'яса.
Другою за популярністю національною стравою є брик — це пиріг з листкового тіста з начинкою з яєць, тунця, фаршу, цибулі або картоплі. Окрім бріку та кускусу в склад національної кухні також входять:
- туніський салат, що складається з дрібно нарізаних огірків, помідорів, перцю, цибулі, заправлених оливковою олією;
- таджин, або тажин — омлет з м'яса та яєць (подають як гарячим, так і холодним);
- мехоа — салат з помідорів, перцю, варених яєць, тунця та капарців;
- хариса — гостра паста, виготовлена з перцю чилі, часнику та олії, яку подають до страв окремож
- фрикасе — пиріжки з начинкою з овочів і тушкованого тунця (не плутати з європейською другою стравою);
- «пекучий хліб» — два скручені коржі, з начинкою з гострої пасти.

На десерт зазвичай подають свіжі, по-різному оформлені, фрукти. Їх асортимент залежить від пори року. Найчастіше це — апельсини і мандарини, яблука, фініки, абрикоси, гарбузи, персики та виноград. Пропонують також різні солодощі з начинкою з мигдалю, горішків та фісташок, інколи покриті медом, цукровим сиропом або марципаном.

## Напої
Найвживанішим напоєм тунісців є мінеральна вода без яскравого смаку i з дуже низьким вмістом вуглекислоти. Газовані напої, такі як кола, мають в основному незвиклий присмак. Відмінною і дуже освіжаючою є так звана цитронада — напій з свіжих цитронів, або оранжада — солодкий сироп з мигдалю. З холодних напоїв також поширені свіже молоко, пахта, втім їх ніколи не застосовують для приготування страв.
Туніська кава дуже запашна і міцна, її смак нерідко пом'якшують молоком. Крім того, в ресторанах подають арабську каву, за смаком схожу на турецьку. Туніські сорти чаю досить гіркі на смак. При приготуванні чаю його довго настоюють і подають з листками м'яти або з кедровими горіхами.
В Тунісі досить широкий вибір вин. Пропонують добрі червоні, білі, ароматизовані та шипучі вина. З алкогольних напоїв також поширені пиво, фініковий лікер або міцна настоянка фігової пальми.